# Teucholabis dimelanocycla
Teucholabis dimelanocycla là một loài ruồi trong họ Limoniidae. Chúng phân bố ở miền Australasia.